# Monastero dei Santi Felice e Fortunato
Il monastero dei Santi Felice e Fortunato era un antico monastero benedettino maschile che sorgeva ad Ammiana, centro scomparso della Laguna Veneta settentrionale. Era situata nei dintorni dell'attuale isola della Salina; nella zona sopravvivono ancor oggi toponimi che ricordano l'antico luogo di culto, come palude di San Felice e canale di San Felice.
Fu fondato nell'899 dai monaci del monastero di Santo Stefano di Altino in fuga dagli Ungari. In questo periodo erano stati costruiti numerosi conventi nella laguna nord per ovviare alla decadenza ambientale dei luoghi che, divenuti paludosi e malarici, si stavano rapidamente spopolando.
Citato per la prima volta in un atto del 1074, negli anni seguenti il monastero ampliò i suoi possedimenti con una serie di donazioni, molte presso il Lido Albo, l'attuale Sant'Erasmo.
Il progetto di bonifica e ripopolamento fallì irrimediabilmente pochi secoli dopo la fondazione. Nel 1419 i monaci furono trasferiti a Venezia e nel 1472, papa Sisto IV soppresse l'abbazia ormai abbandonata. I suoi ruderi resistettero ancora sino al XVI secolo (almeno secondo la cartografia dell'epoca), ma furono rapidamente spogliati e demoliti.